# Lagerpeton
Lagerpeton is een geslacht van uitgestorven lagerpetide avemetatarsalide reptielen, bestaande uit de enige soort Lagerpeton chanarensis. Voor het eerst beschreven in 1971 vanaf de Chañares-formatie van Argentinië door Alfred S. Romer, is de anatomie van Lagerpeton ietwat onvolledig bekend, met fossiele exemplaren die de bekkengordel, achterpoten, achterste presacrale, sacrale en voorste staartwervels vertegenwoordigen. Schedel- en schoudergordelmateriaal is ook beschreven.
De naam komt van het Griekse λαγώς (lagṓs, 'haas') plus ἑρπετόν (herpetón, 'reptiel').

## Beschrijving
Lagerpeton is naar schatting zeventig centimeter lang op basis van de lengte van het achterbeen; het meest complete exemplaar van het achterbeen, van PVL 4619, meet 257,9 millimeter van proximaal dijbeen tot distale klauw. De lichaamsmassa is geschat op niet meer dan vier kilogram, op basis van de slanke dwarsdoorsnede van ledemaatbotten en schattingen tussen meer afgeleide dinosauromorfen als Silesaurus en basale Saurischia als Eoraptor. Eenentwintig autapomorfe kenmerken zijn geïdentificeerd bij Lagerpeton chanarensis, deze omvatten: het naar voren hellen van de achterste doornuitsteeksels van de rug, een haakvormige dijbeenkop en de lengte van vinger IV en middenvoet IV die groter is dan vinger III en middenvoet III. Lagerpeton chanarensis mist veel dinosaurische kenmerken, zoals de trochanter anterior, waardoor hij basaal wordt geplaatst binnen Dinosauromorpha of zelfs helemaal buiten de groep.

## Ontdekking
Lagerpeton-fossielen zijn alleen verzameld in de Chañares-formatie in de provincie La Rioja in Argentinië. De eerste van deze fossielen werden ontdekt tijdens een expeditie van 1964-1965 door het Museum of Comparative Zoology (MCZ) en het Museo de la Plata (MLP), hoewel sommige ook in 1966 werden ontdekt door paleontologen van het Miguel Lillo Institute (PVL) van de Universiteit van Tucuman.
Alfred Romer benoemde Lagerpeton chanarensis in 1971, gebaseerd op een volledig rechterachterbeen, ontdekt tijdens de MCZ-MLP-expeditie. Het exemplaar werd aanvankelijk opgeslagen in het Museo de la Plata met catalogusnummer MLP 64-XI-14-10, maar in 1986 was het overgebracht naar het Paleontologisch Museum van de Nationale Universiteit van La Rioja (PULR) en kreeg het de aanduiding PULR 06, hoewel sommige studies het alternatief UPLR 06 of UNLR 06 noemen. Sommige voetbeenderen van dit exemplaar zijn verdwenen. Romer meldde ook PVL-materiaal verzameld door Jose Bonaparte.
In 1972 beschreef Romer MCZ 4121, een exemplaar dat kleiner was dan het holotype. Het werd bewaard in een knol naast het holotype van Lewisuchus admixtus en enkele Lagosuchus-botten. MCZ 4121 vertegenwoordigt enkele wervels, een paar scapulocoracoïden (verkeerd gelabeld als behorend tot Lagosuchus) en delen van de heup en achterpoten, waaronder twee volledige dijbenen. Hij suggereerde ook dat Lagerpeton de waarschijnlijke identiteit was van verschillende onvolledige scheen- en kuitbeenderen, bewaard gebleven samen met verschillende gomphodonte skeletten in plaat MCZ 3691. Latere auteurs twijfelden echter aan de verwijzing van het meeste MCZ-materiaal naar Lagerpeton, zodat alleen de MCZ 4121-dijbeenderen betrouwbaar aan het geslacht werden toegewezen.
Andrea Arcucci beschreef in 1986 de twee PVL-exemplaren PVL 4619 en 4625. PVL 4619, het PVL-exemplaar dat Romer meldde, was een gedeeltelijk skelet met een volledig bekken en linkerachterbeen, evenals een gedeeltelijk rechterachterbeen. PVL 4625 was een ander skelet dat later werd ontdekt en oorspronkelijk werd beschreven als delen van de linkerheup, het linkerachterbeen en de wervelkolom. Paul Sereno en Arcucci herschreven het bekende materiaal in 1994 en vermeldden dat een los gedeeltelijk dijbeen van deze soort ook aanwezig was op de PVL, hoewel Martin Ezcurra (2016) opmerkte dat het opgegeven catalogusnummer, PVL 5000, eigenlijk verwees naar een notungulaat zoogdier. Verdere preparering van PVL 4625 heeft de aanwezigheid van een schouderblad, dentarium en craniale fragmenten onthuld.

## Classificatie
Vroege tot Laat-Olenekische reeksen sporen uit het Vroeg tot Laat-Olenekien van Polen hebben voetafdrukken opgeleverd van een Lagerpeton-achtige viervoetige dinosauromorf. Dit ichnotaxon, genaamd Prorotodactylus, deelt meerdere synapomorfe kenmerken met Lagerpeton, waaronder ongeveer parallelle tenen II, III en IV, gefuseerde middenvoetsbeentjes, digitigrade houding en gereduceerde tenen I en V. Prorotodactylus deelt ook de, voorheen autapomorfe pes morfologie van Lagerpeton. Als dit ichnotaxon een naaste verwant van Lagerpeton vertegenwoordigt, zou het de oorsprong van dit taxon opschuiven naar het Vroeg-Trias; als een viervoetige basale dinosauromorf, roept het ook vragen op over de theorie dat tweevoetigheid pas bij de dinosauriërs ontstond.
Lagerpeton is het typegenus van de familie Lagerpetidae, een groep kleine Avemetatarsalia die gedurende een groot deel van het Laat-Trias naast de dinosauriërs leefden. Lagerpetiden worden traditioneel beschouwd als de meest basale clade binnen Dinosauromorpha en het zustertaxon van Dinosauriformes. Meer recentelijk beschreven fossiel materiaal voor de groep suggereert in plaats daarvan dat lagerpetiden vroege pterosauromorfen zijn, nauwer verwant aan pterosauriërs dan aan dinosauriërs.
Cladogram vereenvoudigd naar Kammerer, Nesbitt & Shubin (2012):
|  | Lagerpeton chanarensis                                                    |
|  |                                                                           |
|  | \| \| Dromomeron gregorii \| \| \| \| \| \| Dromomeron romeri \| \| \| \| |
|  |                                                                           |
|  | Dromomeron gregorii                                                       |
|  |                                                                           |
|  | Dromomeron romeri                                                         |
|  |                                                                           |

|  | Dromomeron gregorii |
|  |                     |
|  | Dromomeron romeri   |
|  |                     |

|  | Dinosauria |
|  |            |

|  | Lagerpeton chanarensis                                                    |
|  |                                                                           |
|  | \| \| Dromomeron gregorii \| \| \| \| \| \| Dromomeron romeri \| \| \| \| |
|  |                                                                           |
|  | Dromomeron gregorii                                                       |
|  |                                                                           |
|  | Dromomeron romeri                                                         |
|  |                                                                           |

|  | Dromomeron gregorii |
|  |                     |
|  | Dromomeron romeri   |
|  |                     |

|  | Dinosauria |
|  |            |

|  | Lagerpeton chanarensis                                                    |
|  |                                                                           |
|  | \| \| Dromomeron gregorii \| \| \| \| \| \| Dromomeron romeri \| \| \| \| |
|  |                                                                           |
|  | Dromomeron gregorii                                                       |
|  |                                                                           |
|  | Dromomeron romeri                                                         |
|  |                                                                           |

|  | Dromomeron gregorii |
|  |                     |
|  | Dromomeron romeri   |
|  |                     |

|  | Dinosauria |
|  |            |

|  | Lagerpeton chanarensis                                                    |
|  |                                                                           |
|  | \| \| Dromomeron gregorii \| \| \| \| \| \| Dromomeron romeri \| \| \| \| |
|  |                                                                           |
|  | Dromomeron gregorii                                                       |
|  |                                                                           |
|  | Dromomeron romeri                                                         |
|  |                                                                           |

|  | Dromomeron gregorii |
|  |                     |
|  | Dromomeron romeri   |
|  |                     |

|  | Dinosauria |
|  |            |

## Paleogeografie
De oudste fossielen van Lagerpeton chanarensis werden gevonden in de Chañares-formatie en zijn afkomstig uit het late Midden-Trias (Ladinien) van Gondwana, in het zuiden van Pangea. Alle Lagerpeton-exemplaren delen deze geografische locatie, inclusief andere fossielen uit het vroege Laat-Trias (Carnien). Radiometrische datering van vulkanisch materiaal in de formatie heeft de formatie en de hele fossiele collectie die daar is gevonden, preciezer gedateerd tot tussen de 236 en 234 miljoen jaar oud.

## Voortbeweging
Er is gesuggereerd dat de bestaande analogen die het meest lijken op Lagerpeton chanarensis kleine tweevoetige zoogdieren zijn, die vaak springende vormen zijn. Drie morfologische kenmerken in fossielen van Lagerpeton chanarensis zijn aangehaald als vermoedelijk bewijs van springen in dit taxon.

### Doornuitsteeksels
De doornuitsteeksels van de achterste ruggenwervels hellen naar voren, een kenmerk dat bij geen enkele andere basale archosauriër wordt waargenomen, maar veel voorkomt bij saltatoriale zoogdieren. Dit kenmerk zou een grotere wervelflexibiliteit mogelijk maken, gecorreleerd met springende en hoppende voortbewegingsstijlen.

### Bekkengordel
Ten opzichte van de lengte van het achterbeen is de bekkengordel opmerkelijk klein. De afstand van de bekkengordel tot het dijbeen is daarom ook klein, meer dan bij de meeste andere archosauriërs, afgezien van nauw verwante taxa. Deze vermindering van de afstand kan de krachtopwekking tijdens heupextensie bij bestaande kleine zoogdieren vergroten.

### Didactyle voet
De smalle en functioneel didactyle voet is een verdere gelijkenis met moderne springende vormen. Door zich te concentreren tot een enkele eenheid, wint de middenvoet aan kracht zonder het nadeel van een verhoogd gewicht. Het lijkt ook waarschijnlijk dat, als gevolg van de reductie van de tweede teen, de vierde teen langer kan zijn geweest om de voet in evenwicht te brengen.
De hypothese van voortbeweging door springen wordt echter betwist. De aanpassingen in de wervelkolom van bestaande springende organismen overtreffen die gezien in Lagerpeton; de sacrale wervels van moderne springende vormen zijn vergroeid en de doornuitsteeksels gereduceerd. Bovendien kunnen de grootte van de bekkengordel en de zijwaartse reductie van de tenen evenzeer worden aangevoerd als bewijs voor een levenswijze als rennende vorm.